# Yoshinori Ishigami
Yoshinori Ishigami (石神 良訓 Ishigami Yoshinori?,  nacido el 4 de noviembre de 1957 en Shizuoka) es un exfutbolista japonés que se desempeñaba como defensa.
Ishigami jugó 12 veces para la Selección de fútbol de Japón entre 1984 y 1986. Ishigami fue elegido para integrar la selección nacional de Japón para los Juegos Asiáticos de 1986.

## Trayectoria

### Clubes
| Club          | País  | Año         |
| ------------- | ----- | ----------- |
| Yamaha Motors | Japón | 1976 - 1990 |

### Selección nacional
| Selección | País  | Año         |
| --------- | ----- | ----------- |
| Absoluta  | Japón | 1984 - 1986 |

## Estadística de equipo nacional
| Selección de Japón | Selección de Japón | Selección de Japón |
| Año                | Part.              | Goles              |
| ------------------ | ------------------ | ------------------ |
| 1984               | 1                  | 0                  |
| 1985               | 8                  | 0                  |
| 1986               | 3                  | 0                  |
| Total              | 12                 | 0                  |

## Palmarés

### Títulos nacionales
| Título              | Club          | País  | Año       |
| ------------------- | ------------- | ----- | --------- |
| Copa del Emperador  | Yamaha Motors | Japón | 1982      |
| Japan Soccer League | Yamaha Motors | Japón | 1987-1988 |

### Distinciones individuales
| Distinción                  | Año       |
| --------------------------- | --------- |
| Japan Soccer League Best XI | 1984      |
| Japan Soccer League Best XI | 1987-1988 |